# Lijst van voetbalinterlands Canada - Nieuw-Zeeland
Deze lijst van voetbalinterlands is een overzicht van alle officiële voetbalwedstrijden tussen de nationale teams van Canada en Nieuw-Zeeland. De landen speelden tot op heden drie keer tegen elkaar. De eerste wedstrijd, een vriendschappelijk duel, werd gespeeld in Vancouver op 15 september 1980. De laatste ontmoeting, eveneens een vriendschappelijke wedstrijd, vond plaats op 24 maart 2018 in San Pedro del Pinatar (Spanje).

## Wedstrijden
| № | Plaats                | Datum             | Competitie        | Wedstrijd              | Uitslag |
| - | --------------------- | ----------------- | ----------------- | ---------------------- | ------- |
| 1 | Vancouver             | 15 september 1980 | Vriendschappelijk | Canada – Nieuw-Zeeland | 4 – 0   |
| 2 | Edmonton              | 17 september 1980 | Vriendschappelijk | Canada – Nieuw-Zeeland | 3 – 0   |
| 3 | San Pedro del Pinatar | 24 maart 2018     | Vriendschappelijk | Canada − Nieuw-Zeeland | 1 − 0   |

## Samenvatting
| Competitie        | Totaal gespeeld | Winst Canada | Gelijk | Winst Nieuw-Zeeland | Doelsaldo Canada – Nieuw-Zeeland |
| ----------------- | --------------- | ------------ | ------ | ------------------- | -------------------------------- |
| Vriendschappelijk | 3               | 3            | 0      | 0                   | 8 − 0                            |
| Totaal            | 3               | 3            | 0      | 0                   | 8 − 0                            |

Wedstrijden bepaald door strafschoppen worden, in lijn met de FIFA, als een gelijkspel gerekend.